# Завгороднє (Богодухівський район)
Завгоро́днє — село в Україні, у Валківській міській громаді Богодухівського району Харківської області. Населення становить 18 осіб. До 2020 орган місцевого самоврядування — Сидоренківська сільська рада.

## Географія
Село Завгороднє знаходиться в урочищі Скотувате, яке являє собою балку по якій протікає пересихаючий струмок. На струмку є загата. Струмок через 2 км впадає в річку Чутівка. Село примикає до сіл Сидоренкове і Очеретове. Поруч проходить газопровід.

## Історія
Під час організованого радянською владою Голодомору 1932—1933 років померло щонайменше 12 жителів села.
12 червня 2020 року, розпорядженням Кабінету Міністрів України № 725-р «Про визначення адміністративних центрів та затвердження територій територіальних громад Харківської області», увійшло до складу Валківської міської громади.
19 липня 2020 року, в результаті адміністративно-територіальної реформи та ліквідації Валківського району, село увійшло до складу Богодухівського району.

## Населення
За переписом населення 2001 року в селі мешкало 18 осіб.

### Мова
Розподіл населення за рідною мовою за даними перепису 2001 року:
| Мова       | Відсоток |
| ---------- | -------- |
| українська | 77,78 %  |
| вірменська | 22,22 %  |